# Afterlife
Afterlife — компьютерная игра в жанре симулятора бога, выпущенная компанией LucasArts в 1996 году. Игрок получает роль демиурга и берёт под своё управление рай и ад, чтобы воздавать по заслугам жителям некоей планеты. Посмертную судьбу людей игра определяет автоматически, а задачей игрока становится создание инфраструктуры загробной жизни (дорог, зоны для наказания за грехи или награды за добродетели, центров перевоплощения). Работу игрока периодически проверяет «начальство», помощь советами оказывают ангел и демон.
Игра создана в сатирическом ключе, имеет множество отсылок к элементам поп-культуры (например, за избыточное использование чит-кодов, на хозяйство игрока насылают Звезду смерти, которая в наказание разрушает постройки).

## Игровой процесс
Основная цель игры состоит в том, чтобы обеспечить жителям загробного мира доступ к райским или адским услугам. Планета, которую обслуживает посмертное предприятие, называется просто Планета, а существа, живущие на ней, сокращенно именуются  EMBO, от Ethically Mature Biological Organisms, «этически зрелый биологический организм». Когда ЕМВО умирает, его душа отправляется в загробный мир, где пытается найти своё место в соответствующей «здании судьбы». Эти здания предлагают душам награду или наказание в зависимости от соотношения хороших и плохих поступков, совершённых ими при жизни.
Принятые в игре грехи полностью соответствуют семи смертным грехам, а то время как из добродетелей только часть соответствуют каноническому списку.
| Грехи: - Зависть - Алчность - Чревоугодие - Леность - Гордыня - Гнев - Похоть | Достоинства: - Удовлетворение - Любовь - Умеренность - Усердие - Смирение - Миролюбие - Целомудрие |

Кроме того, игроки могут строить неспециализированные зоны, в которых могут размещаться любые души. Однако эти постройки менее эффективным, чем специализирующиеся на конкретном грехе или добродетели. Они вмещают меньше душ и являются временным решением для размещения потерянных душ, не нашедшим подходящее здание судьбы.
Пути, которые души избирают в загробной жизни, во многом зависят от принципов системы верования, к которой они принадлежат. В зависимости от этого душа может оказаться только в одном здании судьбы или посетить несколько; попасть в рай, в ад, или побывать там и там. Также от верований зависит, переживёт ли душа реинкарнацию после финального наказания или награды.
Игрок может наблюдать за текущим распределением грехов и добродетелей на планете, а также распределение EMBO по верованиям. С помощью денег он может воздействовать на влиятельных ЕМВО, изменяя набор грехов и добродетелей и приверженность вере, а затем эти люди начинают распространять новые веяния среди остальных жителей планеты.
В начале игры EMBO находятся на примитивной ступени развития, из технологий зная только использование огня. По мере развития они открывают новые технологии, начиная с гончарного искусства и заканчивая авиастроением. Повышение технического уровня способствует росту численности населения, что означает увеличение и количества душ, прибывающих в загробный мир после смерти. Развитие технологий может быть ускорено на счет воздействия на изобретателей и художников тем же способом как и в случае распространения новых верований.
Большинство зданий в загробном мире производят «вибрации», которые воздействуют на соседние постройки. Вибрации могут быть двух типов: «плохие» и «хорошие». Чтобы превращаться в более совершенные формы, здания судьбы должны находиться в поле соответствующих вибраций: плохих — в аду, хороших — в раю.
Как демиург, игрок ежегодно получает зарплату от «начальства». Сумма вознаграждения основывается на ряде факторов, например, на количестве душ, которые прошли за год через ворота в потусторонний мир.
Функционирование загробного мира обеспечивают ангелы (в раю) и демоны (в аду). Первоначально все работники прибывают из других загробных миров, что быстро становится экономически невыгодным. Издержки могут быть снижены путем строительства специальных зданий, что избавляет от необходимости привлекать работников извне. Затраты на работников могут быть дополнительно снижены путем создания учебных центров, которые позволяют подготавливать ангелов и демонов из душ людей.
Управление игрой осуществляется двумя способами. В режиме микроменеджмента игрок может просматривать определенное здание и вручную настраивать его работу без затрат. Если игрок решает зафиксировать состояние здания, за обслуживание ежегодно взимается плата. Баланс регулируется между двумя крайними состояниями: исследования (постоянныя души) или производство (временные души). В режиме макроменеджмента игрок может вручную или автоматически регулировать работу одновременно всех зданий судьбы заданного типа.
По случайному закону в загробном мире могут происходить «плохие вещи» — аналог стихийных бедствий. Борьба с ними осуществляется с помощью специальных зданий, доступ к которым открывается при преодолении определённого уровня населения. При желании бедствия можно отключить, но за это уменьшается в два раза приток новых душ.
Как и большинство симуляторов бога, Afterlife имеет открытое окончание — то есть не определяет условия победы и может продолжаться бесконечно. Однако в игре можно проиграть. Среди условий проигрыша — избыточное число незанятых работников, из-за чего начинается война между раем и адом; длительное пребывание в долгах; уничтожение населения планеты в ядерной войне или при падении астероида.

## Оценка игры
На выставке Macworld игра Afterlife получила награду как лучший симулятор 1996 года.